# Abracadabrella birdsville
Abracadabrella birdsville is een spinnensoort uit de familie springspinnen (Salticidae). De soort komt voor in Queensland.